# Trees Merckx-Van Goey
Trees Merckx-Van Goey, née le 17 juin 1951 à Anvers, est une femme politique belge flamande, membre de CD&V.
Elle est licenciée en droit et en criminologie. (KUL)
Depuis le 17 décembre 2007, elle est juge à la Cour constitutionnelle.

## Carrière politique
- 1985-1995 : Membre du Conseil flamand
- 1995-2007 : députée flamande